# Скочпол, Теда
Теда Скочпол (англ. Theda Skocpol; род. 4 мая 1947, Детройт, Уэйн, Мичиган, США) — американский социолог, политолог.
Член Национальной академии наук США (2008).

## Биография
В 1969 году получила бакалавра гуманитарных наук в Университете штата Мичиган. Здесь она в 1967 году встретила своего мужа — Билла Скочпола, преподающего в настоящее время физику в Бостонском университете.
В 1972 году получила магистра гуманитарных наук, а в 1975 году доктора философии в Гарвардском университете. Её научным руководителем был Баррингтон Мур.
В 1975—1981 годах — старший преподаватель и адъюнкт-профессор социологии в Гарвардском университете.
В 1981—1986 годах — старший преподаватель социологии, политологии и общественных наук, профессор социологии и политологии Чикагского университета и директор Центра изучения индустриальных обществ.
С 1986 года — профессор социологии; директор Центра американских политических исследований; декан Школы искусств и наук; профессор государственного управления и социологии, профессор государственного управления и социологии им Виктора С. Томаса Гарвардского университета.

## Научная деятельность
Наряду с Джеком Голдстоуном и Рэндаллом Коллинзом является одним из крупнейших исторических макросоциологов и специалистов в области теории революций и государственных распадов. Самый известный труд — «Государства и социальные революции», вышедший в 1979 году и ставший результатом докторской диссертации. Американский политолог Джек Голдстоун, выдвинувший концепцию 4-х поколений исследователей теории революции, относил работу Т. Скокпол к третьему поколению и считал ее высшей точкой этой исследовательской волны. Отличительной чертой этого поколения исследователей стали государственно-центричные модели.
Теде Скокпол принадлежит одно из самых популярных среди исследователей определение «революции»: «Социальные революции — это быстрые, фундаментальные трансформации общественного состояния и классовых структур; и они сопровождаются и частично проводятся через классовые восстания снизу». Многие выводы американского политолога стали наиболее цитируемыми в исследовательской и научно-популярной литературе.
Вслед за американским историком Крейном Бринтоном Теда Скокпол считает, что после революций возникают более централизованные государства, усиливающиеся во внутренних делах и получающие большее влияние в международных отношениях. После Скокпол этот вывод был принят многими исследователями и считается одним из самых распространенных. Скокпол поддержала идею израильского социолога Шмуэля Эйзенштадта, что в причинах революций лежит сочетание внешних факторов и внутреннего конфликта в государствах. Американский политолог видела эти причины в неспособности государства мобилизовать ресурсы для того, чтобы справиться с международной конкуренцией. Т. Скокпол вообще утверждала, что революция требуется для модернизации государства, которое не выдерживает конкуренции на международной арене.

## Научные труды

### Монографии
- Skocpol, Theda. States and Social Revolutions: A Comparative Analysis of France, Russia, and China[англ.] (англ.). — Cambridge: Cambridge University Press, 1979. — (Canto Classics). — ISBN 9780521294997.
  - Скочпол Т. Государства и социальные революции: сравнительный анализ Франции, России и Китая / пер. с англ. С. Моисеев; научный редактор перевода Д. Карасев. — М.: Изд-во Института Гайдара, 2017. — 552 с. ISBN 978-5-93255-491-3
- Skocpol, Theda. Protecting Soldiers and Mothers: The Political Origins of Social Policy in the United States (англ.). — Cambridge: Belknap Press of Harvard University Press, 1992. — ISBN 9780674717657.
- Skocpol, Theda. Social Revolutions in the Modern World (неопр.). — Cambridge: Cambridge University Press, 1994. — (Cambridge Studies in Comparative Politics). — ISBN 9780521409384.
- Skocpol, Theda. Social Policy in the United States: Future Possibilities in Historical Perspective (англ.). — Princeton: Princeton University Press, 1995. — ISBN 9780691037851.
- Finegold, Kenneth; Skocpol, Theda. State and Party in America's New Deal (неопр.). — Madison, Wisconsin: University of Wisconsin Press, 1995. — ISBN 9780299147648.
- Skocpol, Theda. Boomerang: Clinton's Health Security Effort and the Turn Against Government in U.S. Politics (англ.). — New York City: W. W. Norton & Company, 1996. — ISBN 9780393039702.
- Skocpol, Theda. Boomerang: Health Reform and the Turn Against Government (англ.). — New York City: W. W. Norton & Company, 1997. — ISBN 9780393315721.
- Skocpol, Theda. The Missing Middle: Working Families and the Future of American Social Policy (англ.). — New York City: W. W. Norton & Company, 2000. — (The Century Foundation). — ISBN 9780393321135.
- Skocpol, Theda. Diminished Democracy: From Membership to Management in American Civic Life (англ.). — Norman, Oklahoma: University of Oklahoma Press, 2003. — Vol. 8. — (The Julian J. Rothbaum Distinguished Lecture Series). — ISBN 9780806150178.
- Skocpol T., Liazos A., Ganz M.[англ.]. What a Mighty Power We Can Be: African American Fraternal Groups and the Struggle for Racial Equality (англ.). — Princeton: Princeton University Press, 2006. — ISBN 9780691122991.
- Skocpol T., Bartels L. M.[англ.], Mickey Edwards[англ.], Suzanne Mettler. Obama and America’s Political Future. — Cambridge: Harvard University Press, 2012. — ISBN 9780674071643.
- Skocpol, Theda; Williamson, Vanessa. The Tea Party and the Remaking of Republican Conservatism (англ.). — Oxford: Oxford University Press, 2012. — ISBN 9780199832637.

### Научная редакция
- Marxist Inquiries: Studies of Labor, Class, and States (англ.) / Michael Burawoy, Theda Skocpol. — Chicago, Illinois: University of Chicago Press, 1982. — Vol. 88. — (American Journal of Sociology supplement). — ISBN 9780226080406.
- Vision and Method in Historical Sociology (англ.) / Theda Skocpol. — Cambridge: Cambridge University Press, 1984. — ISBN 9780521297240.
- Bringing the State Back In (неопр.) / Peter B. Evans, Dietrich Rueschemeyer, Theda Skocpol. — Cambridge: Cambridge University Press, 1985. — ISBN 9781107717138.
- The Politics of Social Policy in the United States (англ.) / Margaret Weir[англ.], Ann Shola Orloff[англ.], Theda Skocpol. — Princeton: Princeton University Press, 1988. — ISBN 9780691094366.
- American Society and Politics: Institutional, Historical, and Theoretical Perspectives (with John L. Campbell), McGraw-Hill (New York), 1995.
- States, Social Knowledge, and the Origins of Modern Social Policies (with Dietrich Rueschemeyer), Princeton University Press, 1996.
- The New Majority: Toward a Popular Progressive Politics (with Stan Greenberg[англ.]), Yale University Press (New Haven, CT), 1997.
- Democracy, Revolution, and History (with George Ross, Tony Smith, and Judith Eisenberg Vichniac), Cornell University Press (Ithaca, NY), 1998.
- Civic Engagement in American Democracy (with Morris P. Fiorina[англ.]), Brookings Institution Press (Washington, DC)/Russell Sage Foundation (New York City), 1999.
- The Transformation of American Politics. Activist Government and the Rise of Conservatism (with Paul Pierson[англ.]), Princeton University Press, 2007.

### Статьи
- A Critical Review of Barrington Moore’s Social Origins of Dictatorship and Democracy. Politics and Society, 4(1), pp. 1-34
- Review article: "Cultural Idioms and Political Ideologies in the Revolutionary Reconstruction of State Power: A Rejoinder to Sewell, " The Journal of Modern History Vol. 57, No. 1, March 1985